# Square Georges-Lamarque
Le square Georges-Lamarque est un espace vert du 14e arrondissement de Paris, dans le quartier du Montparnasse.
Depuis l'été 2025, dans le cadre du réaménagement de la place Denfert-Rochereau, le square est en travaux.

## Situation et accès

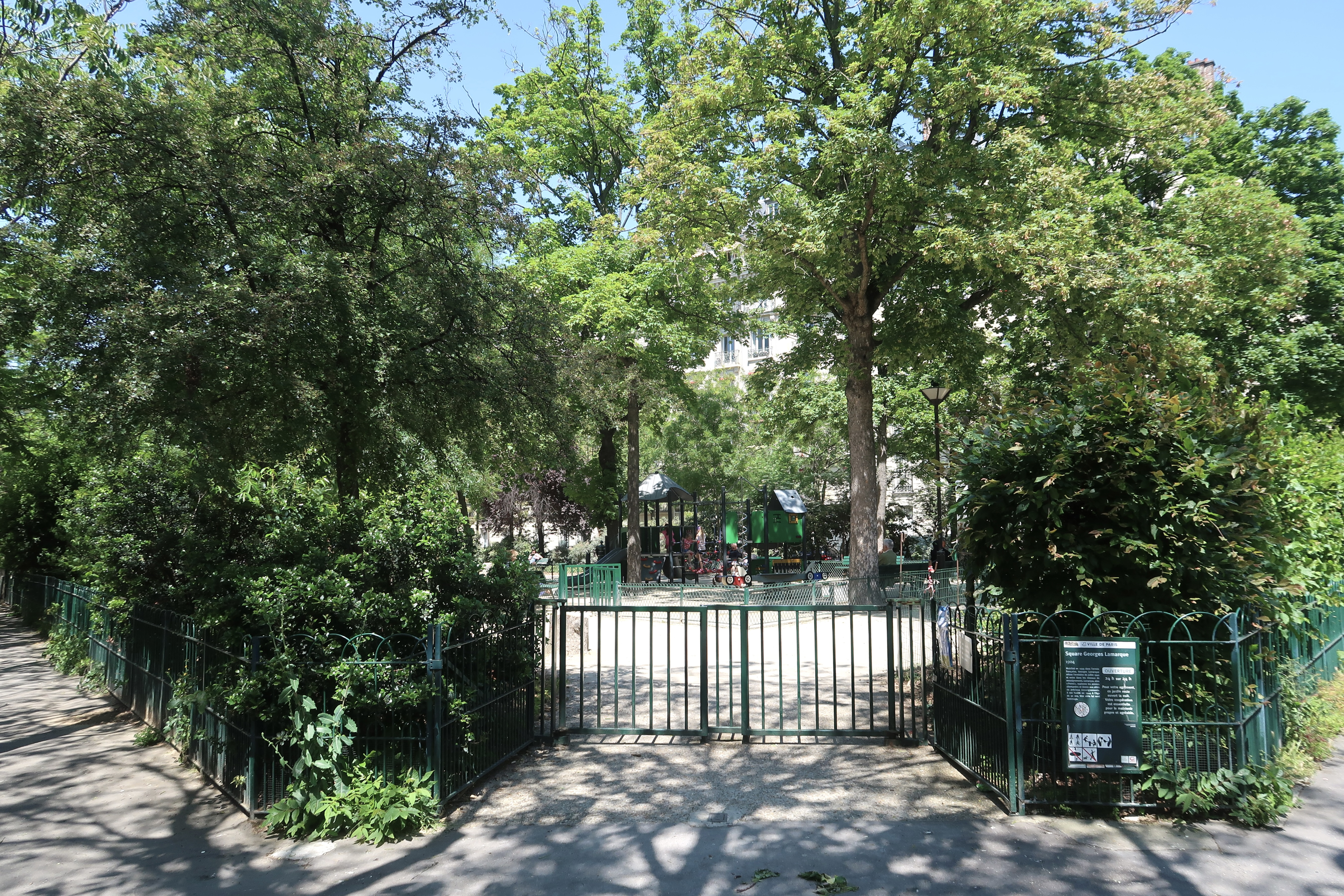
Entrée.

Le square est accessible par la place Denfert-Rochereau et la rue Froidevaux.
Il est desservi par les lignes 4 et 6 à la station Denfert-Rochereau.

## Origine du nom
Il porte le nom du résistant français Georges Lamarque (1914-1944), fusillé par les Allemands.

## Historique
Le square est créé en 1904 et porte depuis la fin de la Seconde Guerre mondiale le nom de « square Georges-Lamarque ».
Il est essentiellement dédié aux aires de jeux pour enfants.
Depuis mars 2017, il s'y trouve un des sites de compostage du 14e arrondissement.